# Rámcová synchronizace
Rámcová synchronizace nebo vytváření rámců (anglicky framing) je metoda používaná v telekomunikacích pro určení začátku nebo konce rámce v přijímaném signálu, který umožňuje správné dekódování a demultiplexování proudu dat. Mechanismus rámcové synchronizace rozpoznává speciální bitové posloupnosti nebo synchronizační slova, která indikují významnou pozici v rámci a umožňují extrakci datových bitů z rámce pro dekódování nebo opakování přenosu.

## Vytváření rámců
Pokud je přenos dočasně přerušen nebo dojde ke ztrátě bitové synchronizace, musí přijímač provést resynchronizaci.

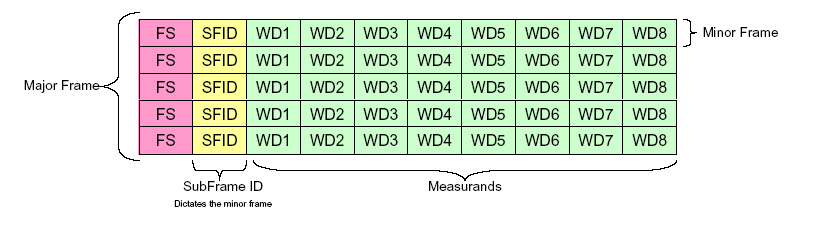
Rámcově synchronizovaný PCM proud — telemetrická aplikace

Vysílač a přijímač musí dopředu odsouhlasit, jaké schéma rámcové synchronizace budou používat.
Obvyklé metody rámcové synchronizace jsou:
Použití rámcového bituObvyklým postupem v telekomunikacích, například na T linkách, je vkládání speciálních bitů do vyhrazeného časového slotu v rámci; tyto tak zvané rámcové bity framing bits nenesou žádnou informaci, ale na přijímací straně slouží k synchronizaci přijímaných dat. Rámcové bity se objevují v zadané pozici, obvykle se opakují a vytvářejí v proudu bitů specifický vzor, který indikuje začátek nebo konec rámce.
Použití synchronizačních slov nebo slabikNěkteré systémy používají speciální synchronizační slovo na začátku každého rámce.
Použití CRCNěkteré typy telekomunikačního hardwaru průběžně počítají Cyklický redundantní součet a využívají správnou hodnotu CRC pro detekci rámců.

## Synchronizátor rámců
V telemetrických aplikacích se používá synchronizátor rámců pro získání sériového impulsu, který informuje o začátku rámce v kódově modulovaném (PCM) binárním proudu.
Synchronizátor rámců bezprostředně následuje za bitovým synchronizátorem ve většině telemetrických aplikací. Bez rámcové synchronizace nelze provádět dekomutaci.
Rámcový synchronizační vzorek je známý binární vzorek, který se v PCM proudu opakuje v pravidelných intervalech. Synchronizátor rámců rozpozná tento vzorek a podle něj synchronizuje data v menším rámci nebo podrámci (anglicky minor frame). Typicky je vzorek pro rámcovou synchronizaci následován čítačem (číslem podrámce), který stanovuje který podrámec v řadě se přenáší. To je velmi důležité ve fázi dekomutace, kde se všechna data je dešifrují jako na co atribut byl vzorkován. Různé metody komutace vyžadují trvalou znalost toho, jaká část rámce se právě přenáší a dekóduje.